# Bernard Zweers
Bernard Zweers (født Bernardus Josephus Wilhelmus Zweers, 18. maj 1854 i Amsterdam, død 9. december 1924) var en hollandsk komponist og lærer.
Zweers var oprindelig selvlært som komponist, men udviklede en stærk romantisk stil inspireret af Richard Wagner.
Han skrev 3 symfonier, orkesterværker etc. Han underviste mange hollandske komponister og var en skattet lærer i Amsterdam.

## Udvalgte værker
- Symfoni nr. 1 (i D-dur) (1881) - for orkester
- Symfoni nr. 2 (i Eb-dur) (1882-1883) - for orkester
- Symfoni nr. 3 (i H-dur) "til mit Fædreland" (1890) - for orkester
- "Overture Saskia" (1906) (skrevet efter en inspiration fra en Rembrandt udstilling) - for orkester